# Wydział Nauk Humanistycznych i Społecznych Akademii Marynarki Wojennej
Wydział Nauk Humanistycznych i Społecznych Akademii Marynarki Wojennej (WNHiS AMW) – jeden z czterech wydziałów uczelni, utworzony w roku 2008, prowadzi kształcenie na studiach pierwszego i drugiego stopnia (stacjonarne i niestacjonarne) oraz na studiach podyplomowych.

## Historia
Powstanie WNHiS było następstwem przejścia Akademii, na mocy ustawy sejmowej w 2003 roku, na status uczelni cywilno-wojskowej. W początkowym okresie utworzono Instytut Nauk Społecznych, w którego zakres kompetencji wchodziły działalność dydaktyczna i naukowo-badawcza w dziedzinie nauk społecznych i humanistycznych. Przejął on dorobek naukowy i doświadczenie Katedry Nauk Humanistycznych, która wspierała edukację podchorążych WSMW i AMW, zwłaszcza w zakresie dowodzenia i kierowania zasobami ludzkimi oraz współcześnie rozumianego przywództwa. 24 stycznia 2008 roku Senat Akademii Marynarki Wojennej przyjął uchwałę o przekształceniu z dniem 1 października 2008 roku Instytutu Nauk Społecznych w Wydział Nauk Humanistycznych i Społecznych. Wydział został utworzony w 2008 roku na mocy Decyzji Ministra Obrony Narodowej nr 218/MON z dnia 6 maja 2008 r. Zgodnie z pierwotną decyzją organizacyjną wydział tworzyły: Instytut Politologii, Instytut Pedagogiki oraz Instytut Historii. Po zmianach organizacyjnych w roku 2012 Instytut Politologii przekształcony został w Instytut Stosunków Międzynarodowych a w roku 2012 Instytut Historii w Katedrę Marynistyki. W roku 2017 nastąpiły kolejne zmiany strukturalne. Katedra Marynistyki została przekształcona w Katedrę Historii Wojskowości a Instytut Pedagogiki w Instytut Studiów Edukacyjnych.  

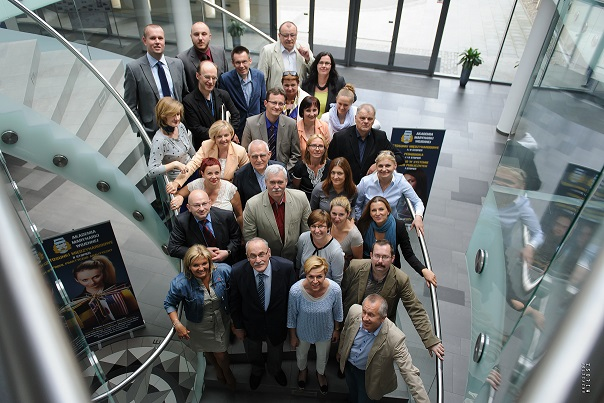
Pracownicy Wydziału Nauk Humanistycznych i Społecznych Akademii Marynarki Wojennej

## Oferta dydaktyczna
WNHiS AMW realizuje kształcenie na studiach cywilnych I i II stopnia (stacjonarne i niestacjonarne) oraz na studiach podyplomowych.
Studia I stopnia (3 letnie, kończące się tytułem zawodowym licencjata):
- Stosunki międzynarodowe
- Studia marynistyczne
- Pedagogika
- Wojsko w systemie służb publicznych

Studia II stopnia (2 letnie, kończące się tytułem zawodowym magistra):
- Stosunki międzynarodowe
- Pedagogika

Studia podyplomowe: 
- Archiwistyka i nowoczesne zarządzanie zapisami  informacyjnymi
- Bezpieczeństwo imprez masowych
- Dyplomacja
- Działalność organizacji pozarządowych w UE
- Edukacja dla bezpieczeństwa
- Edukacja dla bezpieczeństwa z uprawnieniami do prowadzenia drugiego przedmiotu oraz udzielania pierwszej pomocy
- Edukacja dla bezpieczeństwa z uprawnieniami do prowadzenia zajęć edukacyjnych oraz udzielania pierwszej pomocy
- Edukacja wczesnoszkolna
- Mobilność zawodowa grup dyspozycyjnych w XXI w.
- Ochrona danych osobowych i informacji niejawnych w stosunkach międzynarodowych
- Przygotowanie pedagogiczne
- Urzędnik instytucji cywilnych i wojskowych w Unii Europejskiej

## Działalność naukowa
WNHiS AMW prowadzi działalność naukową w następujących obszarach:
- dzieje kultury materialnej i duchowej Pomorza
- historia wojskowości oraz kształcenie i wychowanie wojskowe
- kształcenie dla potrzeb rynku pracy oraz edukacja międzykulturowa wobec procesów globalizacyjnych
- współczesne problemy politologiczne
- filozoficzne aspekty procesów kulturowo-cywilizacyjnych, tożsamość a stereotypy

Publikacje książkowe afiliowane przy WNHiS AMW wydane w latach 2008-2015:
- M. Szczepańska, Program autorski jako element doskonalenia zawodowego nauczyciela w zakresie pracy opiekuńczo - wychowawczej i profilaktycznej z uczniem/wychowankiem w wieku 6 -18 lat, Słupsk 2015
- I. Pietkiewicz, Rozwój statków latarniowych Bałtyku, Cieśnin Duńskich i Kattegatu w latach 1820-1988, Toruń 2014
- A. Drzewiecki, Ł. Różycki, Spisane z natury "Militaria pomorskie" (XIX-XX wiek): historia – edukacja – turystyka, Gdynia-Oświęcim 2014
- M. Jaworowska, B. Gołębiowski, The future is naw: value of Margaret Mead's studies on young generations coming of age in Polynesia and the USA - for contemporary times, Toruń 2014
- K. Bochenek, L. Gawor, A. Jedynak, J. Kojkoł, Filozofia polska okresu międzywojennego: zarys problematyki, Gdynia 2013
- M. Kardas, Gdynia i jej władze w latach 1926-1950: główne problemy polskiej administracji publicznej miasta, Toruń-Gdynia 2013
- M. Tomkiewicz, P. Semków, Soap from human fat: the case of Professor Spanner, Gdynia 2013
- A. Kosidło, Sahara Zachodnia: fiasko dekolonizacji czy sukces podboju? 1975-2011, Gdańsk 2012
- P. Olender, The Sino-French Naval War: 1884-1885, Sandomierz 2012
- G. Cimek, M. Franz, K. Szydywar-Grabowska, Współczesne stosunki polsko-rosyjskie: wybrane problemy, Wydawnictwo Adam Marszałek, Toruń 2012
- A. F. Komorowski, I. Pietkiewicz, A. Szulczewski, Morskie drogowskazy polskiego wybrzeża, Gdańsk 2011
- J. Kojkoł, G. Cimek, M. Stańczyk-Minkiewicz, Relativism-Terrorism.-Globalization, Gdynia 2011
- G. Cimek, Rosja – państwo imperialne?, Gdynia 2011
- M. Tomkiewicz, P. Semków, Profesor Rudolf Spanner 1895-1960: naukowiec w III Rzeszy, Gdynia 2010
- A. F. Komorowski, I. Pietkiewicz, A. Szulczewski, Najstarsze latarnie morskie Zatoki Gdańskiej, Gdańsk 2009
- M. Szczepańska, E. Gaweł-Luty, Przyjaźń jako wartość w relacjach społecznych dzieci i młodzieży, Kraków 2009
- I. Jakimowicz-Ostrowska, Mniejszości narodowe w Gdyni w latach 1944-2005, Gdynia 2008

Prace badawcze afiliowane przy WNHiS realizowane w latach 2008-2014:
- Wychowanie obywatelskie dzieci i młodzieży, i jego znaczenie dla bezpieczeństwa narodowego, 31/12/2014 (Kierownik:  I. Pietkiewicz)[11]
- Stereotypy i uprzedzenia w percepcji i ocenie studentów kierunków cywilnych oraz kandydatów na żołnierzy zawodowych w Akademii Marynarki Wojennej w Gdyni. Pedagogiczna strategia ich modyfikacji, 31/12/2013 (Kierownik: J. Kojkoł)[12]
- Wychowanie wojskowe młodzieży w akademiach wojskowych w Polsce, 31/12/2013 (Kierownik: I. Pietkiewicz)[13]
- Akweny morskie w polityce zagranicznej państw Unii Europejskiej, 31/12/2012 (Kierownik: D. Rossa)[14]
- Stereotypy islamu i jego wyznawców w świadomości żołnierzy zawodowych, 25/06/2011 (Kierownik: J. Kojkoł)[15]
- Stereotypy i uprzedzenia w środowisku studenckim Akademii Marynarki Wojennej w Gdyni – rozważania z badań wstępnych, 31/01/2011 (Kierownik: J. Kojkoł)[16]
- Uwarunkowania procesu wyboru i realizacji studiów w AMW, 31/12/2010 (Kierownik: W. Karawajczyk)[17]
- Statki latarniowe w służbie oznakowania morskiego Południowego Bałtyku w XIX i XX wieku, 31/12/2010 (Kierownik: A. F. Komorowski)[18]
- Globalizacja a zmiany w sferze edukacji międzykulturowej i mobilności społecznej, 31/12/2009 (Kierownik: P. J. Przybysz)[19]
- Teoretyczne podstawy budowy i użycia sił morskich państwa średniej wielkości, 02/04/2008 (Kierownik: A. Makowski)[20]

## Współpraca naukowo-dydaktyczna
Konferencje naukowe organizowane lub współorganizowane przez WNHiS w latach 2008-2016:
- Obcy w Europie i u jej bram. Polityczne, społeczne i gospodarcze przyczyny i skutki migracji do Europy na początku XXI wieku (2016)[21]
- XIII Forum Historyków Wojskowości pt. O żołnierskich powinnościach (2016)[22]

- V Ogólnopolska Konwencja Polskiego Towarzystwa Studiów Międzynarodowych pt. Liberalizm i neoliberalizm w nauce o stosunkach międzynarodowych (2015)[23]

- Pomiędzy pamięcią zbiorową a historią. Rekonstrukcje przeszłości w Europie Środkowo-Wschodniej (2015)[22]
- IV Międzynarodowy Kongres Religioznawczy pt. Religia a społeczno-polityczne przemiany współczesnego świata (2015)[24]
- Morscy Ambasadorowie – sesja wyjazdowa Europejskiej Akademii Dyplomacji (2014)[25]
- Militaria w edukacji historycznej (2014)[22]
- O rycerskości, etosie i etyce Służby (2013)[22]
- Europa, kultura, religia, bezpieczeństwo, edukacja – szkoła i uczelnia w XXI wieku (2012)[22]
- IV Zjazd Geopolityków Polskich (2011)[22]
- Człowiek w Europie. Skąd i dokąd zmierzamy? (2011)[22]
- Europa – edukacja, kultura, religia, bezpieczeństwo (2010)[22]
- Europa – integracja, polityka, obronność (2009)[22]
- Wrzesień 1939 – polityka, wojna, pamięć, odpowiedzialność (2009)[22]

Konferencje związane z jakością kształcenia współorganizowane przez WNHiS:
- Forum Jakości Polskiej Komisji Akredytacyjnej pt. „Współczesne wyzwania dla zapewniania jakości kształcenia w szkolnictwie wyższym” (2015)[26]
- Konferencja pt. „Staże i praktyki jako czynnik zwiększający zatrudnialność absolwentów kierunków humanistycznych i społecznych” (2014)[27]
- Forum Jakości Polskiej Komisji Akredytacyjnej pt. „Nowe wyzwania w ocenie i zapewnianiu jakości kształcenia” (2012)[28]

Projekty edukacyjne współorganizowane przez WNHiS w latach 2011-2015 (wybrane):
- Gdyńska Akademia Młodych – GAM (I edycja 2011/2012; II edycja 2012/2013; III edycja 2014/2015)[29][30]
- Gdyńskie Debaty Młodych – GDM (W latach 2011–2015 odbyło się dziewięć debat)[31]
- Szkolenia dla Licealistów – SZdL (I edycja 2012; II edycja 2013)[32][33]

## Władze dziekańskie w kadencji 2016–2020[34]
- Dziekan – dr hab. Jerzy Kojkoł, prof. AMW
- Prodziekan ds. nauki – dr hab. Astrid Męczkowska-Christiansen, prof. AMW
- Prodziekan ds. kształcenia i studenckich – dr Patrycja Bałdys

## Poczet dziekanów
- dr hab. Jerzy Kojkoł, prof. AMW (2008–2012)
- dr hab. Piotr Semków, prof. AMW (2012-2016)
- dr hab. Jerzy Kojkoł, prof. AMW (od 2016)

## Struktura
Instytut Stosunków Międzynarodowych
Dyrektor – prof. dr hab. Adam Kosidło
Zastępca dyrektora – dr Gracjan Cimek
Instytut Studiów Edukacyjnych
Dyrektor – dr hab. Lidia Burzyńska-Wentland, prof. AMW
Zastępca dyrektora – mgr Janetta Charuta-Kojkoł
Katedra Historii Wojskowości
Kierownik – dr hab. Piotr Semków, prof. AMW

## Czasopismo naukowe
Od roku 2009 wydział we współpracy z Wydawnictwem Akademickim AMW wydaje czasopismo naukowe o nazwie „Colloquium Wydziału Nauk Humanistycznych i Społecznych AMW” (ISSN 2081-3813). Na łamach „Colloquium” publikowane są artykuły obejmujące problematykę społeczną i humanistyczną. Przez pierwsze trzy lata „Colloquium” ukazywało się w formie rocznika, od roku 2011 wydawane jest jako kwartalnik. Czasopismo ukazuje się w wersjach: elektronicznej dostępnej w Internecie i papierowej. Wersją pierwotną czasopisma jest wydanie on-line. 
Colloquium znajduje się w części B publikowanego przez MNiSW wykazu czasopism naukowych nieposiadających współczynnika Impact factor (IF). Liczba punktów za publikację w czasopiśmie wynosi 8. 
„Colloquium” indeksowane jest przez następujące bazy danych czasopism naukowych oraz projekty popularyzujące naukę:
- BazHum (Baza bibliograficzna polskich naukowych czasopism humanistycznych i społecznych)[38]
- Centrum Otwartej Nauki (Baza polskich czasopism naukowych)[39]
- Index Copernicus Journal Master List (Baza czasopism naukowych)[40]
- The Central European Journal of Social Sciences (Środkowo-Europejskie Czasopismo Nauk Społecznych i Humanistycznych)[41]

Komitet redakcyjny:
- Redaktor naczelny: dr hab. Jerzy Kojkoł, prof. AMW
- Zastępca redaktora naczelnego: dr hab. Piotr Semków, prof. AMW
- Redaktorzy tematyczni: Andrzej Drzewiecki (historia); dr Gracjan Cimek (stosunki międzynarodowe); dr hab. Astrid Męczkowska-Christiansen, prof. AMW (pedagogika); dr Margot Stańczyk-Minkiewicz (politologia)
- Redaktorzy językowi: dr hab. Piotr J. Przybysz, prof. UG; mgr Beata Różańska
- Redaktor statystyczny: dr Andrzej Łapa
- Sekretarz redakcji: mgr Katarzyna Zeman

## Koła naukowe
Przy WNHiS działa obecnie pięć kół naukowych:
- Dziennikarskie Koło Naukowe Studentów Akademii Marynarki Wojennej (DKN);
- Koło Aktywnego Pedagoga;
- Koło Nauk Społecznych „Desideratio”;
- Koło naukowe „Geopoliticus”;
- Psychologiczne Koło Naukowe.

## Ciekawostki
- Utworzony w roku 2008 WNHiS jest najmłodszym wydziałem AMW[44]
- W roku 2013 WNHiS otrzymał milion złotych w konkursie MNiSW na wdrażanie systemów poprawy jakości kształcenia oraz Krajowych Ram Kwalifikacji. Do konkursu został zgłoszony profil praktyczny realizowany na studiach drugiego stopnia, na kierunku stosunki międzynarodowe. Ogółem w konkursie zgłoszono 261 wniosków, dotację otrzymało 13 kierunków o profilu ogólnoakademickim oraz 13 o profilu praktycznym[45][46]
- WNHiS to jedyna jednostka akademicka w Polsce, która prowadzi studia na kierunkach: Wojsko w systemie służb publicznych oraz Studia marynistyczne[47]
- W latach 2008–2013 na WNHiS prowadzone były studia na kierunku Historia[47]
- Dr hab. Piotr Semków, prof. AMW, dziekan WNHiS w kadencji 2012-2016 w grudniu 2015 został mianowany dyrektorem nowo powstającego Muzeum Westerplatte i Wojny 1939[48][49]. 31 marca 2016 złożył on rezygnację z funkcji[50].